# Stargate (film)
Poarta Stelară, Univers: Aer (titlu original în engleză: Stargate) este un film științifico-fantastic-de acțiune apărut în 1994, regizat de Roland Emmerich, scenariul fiind scris de Dean Devlin și Roland Emmerich, cu coloana sonoră de David Arnold. Formează baza universului science-fiction Stargate.
Filmul Stargate, scris de Dean Devlin și regizat de Ronald Emmerich, a fost lansat în 1994. Filmul a fost de la bun început gândit pentru a putea fi continuat, dar Emmerich a trecut ulterior la crearea filmelor Ziua Independenței și Godzilla. Din această cauză filmul nu a fost urmat de celelalte două serii ale trilogiei (Stargate SG-1 și Stargate Atlantis), așa cum a fost gândit inițial, dar povestea a fost ulterior detaliată de alți scriitori.

## Producția
Bugetul filmului a fost estimat la aproximativ 55 milioane dolari. Filmul a reușit să strângă din încasări la nivel global aproximativ 196 milioane dolari, cu încasări de 16 milioane dolari la premieră. Reacțiile de la lansarea filmului au fost oarecum diferite. În timp ce unii critici nu au fost deloc impresionați de intriga condusă de   efectele speciale pe lângă un început oarecum lent și un sfărșit slab, alții au fost impresionați de devierea filmului de la clișeele science fiction și de subiectul unic al acestuia.. De asemenea, Emmerich și Devlin au fost acuzați de plagiat.. Filmul a câștigat premiul Saturn pentru "Cel mai bun film science-fiction" și premiul "BMI Film Music Award" pentru coloana sonoră.

## Subiectul filmului
Tema principală a filmului este teoria conform căreia ființe extraterestre au influențat civilizația umană încă de la începuturile sale. 
Intriga acestui film stă la baza universului Stargate. Un arheolog strălucit, Daniel Jackson (James Spader), este renegat de lumea academică datorită teoriilor avansate ale sale privind Piramida lui Keops. Catherine Langford îl angajează pentru a descifra un număr de simboluri găsite pe un artefact antic (Poarta stelară) găsit la Giza în 1928. Jackson descoperă că simbolurile sunt de fapt constelații, și că 6 simboluri identifică de fapt un punct în spațiu (o posibilă "destinație"); al șaptelea simbol identifică punctul de origine. Această descoperire scoate la iveală secretul utilizării porții stelare pentru călătorii interplanetare.
Colonelul Jack O'Neil (Kurt Russell) din aviația Statelor Unite ale Americii, împreună cu Jackson, conduc o expediție prin poarta stelară către planeta Abydos. În film se presupune că există numai două porți stelare (cele care interconectau Pământul și planeta Abydos), așadar scopul misiunii este de a determina dacă Abydos constituie un pericol pentru Pământ, iar în caz afirmativ, trebuia distrusă poarta de pe Abydos pentru a proteja Pământul. Extensiile filmului, precum SG-1 au modificat această premisă, considerând că există o întreagă rețea de porți stelare.
Pe Abydos, echipa condusă de O'Neil intră în conflict cu un extraterestru care se considera Ra (zeul soarelui la egipteni). Ra deținea un număr mare de sclavi care lucrau în minele sale. Sclavii erau de fapt descendenți ai oamenilor care au fost transportați prin poarta stelară pe Abydos din Egiptul Antic, pentru a extrage un minereu necesar pentru a-l susține pe Ra. Echipa lui O'Neil se împrietenește cu oamenii de pe Abydos iar Jackson se îndrăgostește și căsătorește cu o femeie numită Sha'uri, care îi fusese inițial dăruită de oamenii de pe Abydos în semn de pace. Echipa scoate la iveală păcăleala lui Ra și conduce oamenii de pe Abydos la răscoala împotriva lui.
Înainte ca O'Neil să poată detona un focos nuclear pentru a sigila calea către Pământ, Ra fură bomba și utilizează același minereu folosit la construirea porții pentru ai crește puterea distructivă cu intenția de a trimite bomba înapoi pe Pământ. O'Neil nu mai reușește să dezamorseze bomba dar o transportă în naveta spațială a lui Ra, distrugând astfel naveta și omorându-l pe Ra. O dată cu distrugerea lui Ra, sclavii de pe Abydos sunt eliberați.
O'Neil și ceilalți supraviețuitori ai misiunii se întorc pe Pământ, însă Jackson rămâne pe Abydos pentru a-și trăi viața alături de soția sa.

## Distribuția
- Kurt Russell -	Colonel Jonathan O'Neil
- Djimon Hounsou -	Horus
- James Spader -	Dr. Daniel Jackson
- Erick Avari -	Kasuf
- Richard Kind -	Gary Meyers, Ph.D.
- French Stewart -	Locotenent Ferretti
- Mili Avital -	Sha'uri
- John Diehl -	Locotenent Kawalsky
- Jaye Davidson -	Ra
- Viveca Lindfors - Catherine Langford

## Echipa de producție
- Dean Devlin - producător
- Oliver Eberle - 	producător
- Joel B. Michaels - 	producător
- Karl Walter Lindenlaub - 	imagine
- Ute Emmerich - 	co-producător
- Michael J. Duthie - 	montaj
- Derek Brechin - 	montaj
- Mario Kassar - 	producător executiv
- David Arnold - 	coloană sonoră
- Holger Gross - 	design de producție
- Dorn Merrill Kennison - 	decoruri
- Jim Erickson - 	decoruri
- Chris Lisoni - 	decoruri
- Louis Medrano - 	decoruri

## Coloana sonoră
Lansată de casa de discuri Varese Sarabande, coloana sonoră a fost compusă de David Arnold și interpretată de orchestra The Sinfonia Of London, în colaborare cu dirijorul Nicholas Dodd.